# Hiraea breteleri
Hiraea breteleri är en tvåhjärtbladig växtart som beskrevs av C.E.Anderson. Hiraea breteleri ingår i släktet Hiraea och familjen Malpighiaceae. Inga underarter finns listade i Catalogue of Life.